# Sara Wright
Sara Lane Wright (21 de marzo de 1969) es una deportista bermudeña que compitió en vela en la clase Laser Radial. Ganó una medalla de bronce en el Campeonato Mundial de Laser Radial de 2001.

## Palmarés internacional
| \| Campeonato Mundial \| Campeonato Mundial \| Campeonato Mundial \| Campeonato Mundial \| \| Año \| Lugar \| Medalla \| Clase \| \| ------------------ \| ---------------------------- \| ------------------ \| ------------------ \| \| 2001 \| Villanueva y Geltrú (España) \| Medalla de bronce \| Laser Radial \| |                              |                   |              |
| Campeonato Mundial |                              |                   |              |
| Año | Lugar                        | Medalla           | Clase        |
| 2001 | Villanueva y Geltrú (España) | Medalla de bronce | Laser Radial |